# WWE WrestleMania X8 (игра)
WWE WrestleMania X8 — компьютерная игра 2002 года для GameCube в жанре симулятора рестлинга, разработанная Yuke’s, и изданная THQ. Игра оснонована на рестлинг-промоушне World Wrestling Entertainment (WWE).

## Игровой процесс
В WrestleMania X8 используется простая система захватов. У каждого борца есть пять передних захватов, пять задних захватов и различные захваты, такие как уклонение и захват, при котором борец уклоняется, а затем выполняет захват или бросок. В матче есть счетчики, основанные на цвете участников, и победа возможна, когда счетчик игрока полностью красный, а счетчик его противника полностью синий. Большая часть игрового процесса вращается вокруг контрприемов, причем разные кнопки противодействуют различным маневрам и позволяют использовать различные реакции, такие как удар и захват. В игре представлен широкий выбор фирменных приемов, используемых рестлерами, и все борцы в игре имеют свои уникальные входы. В игре доступно множество видов оружия, а также возможность выполнять с его помощью различные захваты.

## Отзывы
| Сводный рейтинг       | Сводный рейтинг                  |
| Агрегатор             | Оценка                           |
| --------------------- | -------------------------------- |
| GameRankings          | 65,01 %                          |
| Metacritic            | 64/100                           |
| Иноязычные издания    |                                  |
| Издание               | Оценка                           |
| EGM                   | 7,83/10                          |
| Famitsu               | 32/40                            |
| Game Informer         | 6,5/10                           |
| GamePro               | [ 8 ]                            |
| GameSpot              | 7,6/10                           |
| GameZone              | 6,1/10                           |
| IGN                   | 7/10                             |
| Nintendo Power        | 3,4/5                            |
| Nintendo World Report | (Powers) 6,5/10 (Orlando) 5,5/10 |

WWE WrestleMania X8 получила смешанные отзывы на сайте Metacritic.